# Râul Valea Agrișului
Râul Valea Agrilor (greșit transliterată Agrișului) este un curs de apă, afluent al râului Ciugud. Pe Harta Josefină micul curs de apă apare ca Valea Iegărilor (din jaeger, vânător în germană). 

## Hărți
- Harta Județului Alba
- Harta Munții Apuseni
- Harta Munții Trascău  Arhivat în 11 octombrie 2008, la Wayback Machine.